# Organização para a Harmonização em África do Direito dos Negócios
OHADA é o acrónimo francês para Organização para a Harmonização em África do Direito dos Negócios (Organisation pour l’Harmonisation en Afrique du Droit des Affaires).